# 옴개구리
옴개구리(학명: Glandirana emeljanovi 글란디라나 에멜랴노비[*])는 옴개구리속에 속한 개구리의 일종이다. 주름돌기개구리라고도 한다. 제주도를 제외한 한반도 전역과 중국 동북부에 분포한다. 몸의 표면 전체가 좁쌀 모양의 돌기로 덮여 있는 것이 특징이다. 한반도와 중국의 옴개구리는 일본 옴개구리(Glandirana rugosa)와 같은 종으로 여겨지기도 했으나, 최근의 유전자 연구는 둘이 서로 다른 종임을 지지하고 있다.

## 형태
주둥이부터 총배설강까지의 길이는 3 ~ 6 cm이다. 몸집은 암컷이 수컷보다 크다. 몸의 표면은 좁쌀 모양의 돌기로 덮여 있다. 흑갈색 또는 회색 바탕의 등면에는 이 돌기들과 함께 짧은 융기선들이 뚜렷하다. 물갈퀴는 뒷발에만 있다.
올챙이의 양 눈은 등에 있고, 몸통, 꼬리, 지느러미 전체에 얼룩덜룩한 무늬가 산재해 있는 점이 가장 큰 특징이다. 입판의 치열은 위에 1열, 아래에 3열이 있는데, 아래 첫 번째만 둘로 나뉜다.

## 생태
계곡, 하천, 농경지, 수로, 물웅덩이, 저수지, 습지 등에 서식한다. 알은 30 ~ 60개를 불규칙한 작은 덩어리로 낳으며, 연못이나 고인 물에 사는 물풀의 잎 뒷면에 붙인다. 4월부터 활동을 시작하며 5 ~ 8월의 짝짓기철이 오면 물풀이 우거진 물가에 모여 시끄럽게 운다. 일찍 번식한 경우에는 부화한 올챙이가 그해에 변태하지만, 늦게 번식한 경우에는 올챙이인 채 겨울을 나고 이듬해 여름에 변태를 한다. 피부에서 독 성분을 분비한다. 수컷은 몸 안쪽에만 울음주머니가 있어 작은 소리를 내어 짝을 부른다. 주로 곤충과 거미를 잡아먹는다. 수명은 6 ~ 8년이다.